# Kålgårdsöns naturreservat
Kålgårdsöns naturreservat är ett naturreservat som består av östra delen av Ingmarsö och av Bockholmen i Österåkers kommun, Stockholms län.
Området är naturskyddat sedan 1974 och är 103 hektar stort. Reservatet omfattar större delen av halvön Kålgårdsön och små öar och skär söder därom. Reservatet består av tallskog och partier av lövskog, granskog och barrskog.